# Autrey (Meurthe-et-Moselle)
Autrey település Franciaországban, Meurthe-et-Moselle megyében. Lakosainak száma 194 fő (2022. január 1.). Autrey Ceintrey, Clérey-sur-Brenon, Houdelmont, Houdreville, Pierreville és Pulligny községekkel határos.

## Népesség
A település népességének változása:
| Lakosok száma | 131  | 118  | 124  | 167  | 176  | 178  | 186  | 187  | 188  | 194  |
|               | 1968 | 1982 | 1990 | 2006 | 2013 | 2015 | 2017 | 2019 | 2020 | 2022 |